# Bursa subacromialis
Bursa subacromialis, eller bursa, som finns mellan skulderhöjden acromion, vilket i stora drag är ett triangulärt och avlångt utskott vid skulderbladets laterala vinkel, ligamentum coracoacromiale och senan till musculus supraspinatus. Bursans funktion är att skydda axeln från stötar och minska friktion mellan senor, muskler eller benstrukturer.